# Sorbus pseudolatifolia
Sorbus pseudolatifolia är en rosväxtart som beskrevs av Ádám Boros. Sorbus pseudolatifolia ingår i släktet oxlar, och familjen rosväxter. Inga underarter finns listade i Catalogue of Life.